# Fino (vino)

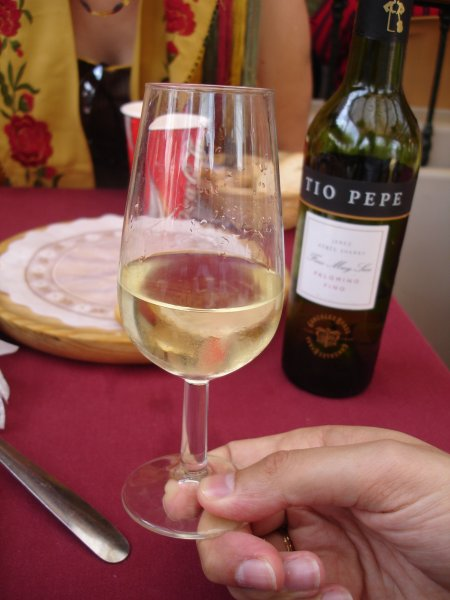
Un bicchiere di Fino

Il Fino è un vino liquoroso, tipico della zona di Jerez e di Montilla-Moriles, in Andalucía in Spagna. 
Ha un colore oro pallido, ha un sapore secco e molto aromatico. Ha una gradazione alcolica intorno ai 15°.
Si deve bere freddo.
Le varietà d'uva con cui viene creato sono la Palomino e la Pedro Ximénez. 
É ideale come aperitivo e per accompagnare il prosciutto e i frutti di mare.